# McMurdo-Schelfeis
Koordinaten: 78° 0′ 0″ S, 166° 30′ 0″ O
Das McMurdo-Schelfeis ist ein Schelfeis vor der Scott-Küste des ostantarktischen Viktorialands. Er ist derjenige Teil des Ross-Schelfeises, der vom McMurdo-Sund und der Ross-Insel im Norden und dem Minna Bluff im Süden begrenzt wird. Studien zeigen, dass die Schelfeistafel sich relativ deutlich vom Ross-Schelfeis unterscheidet und eine individuelle Benennung verdient. 
Der Neuseeländer A. J. Heine von der DSIR Geophysics Division, der von 1962 bis 1963 eingehende Studien des Schelfeises vorgenommen hatte, schlug den Namen für die Tafel zwischen der Ross-Insel, der Brown-Halbinsel, Black Island und White Island vor. Das Advisory Committee on Antarctic Names erweiterte in der Folge den Anwendungsbereich des Namens in Richtung Süden.